# Talbotia elegans
Talbotia es un  género monotípico de plantas con flores perteneciente a la familia Velloziaceae.  Su única especie Talbotia elegans Balf., Trans. Bot. Soc. Edinburgh 9: 192 (1868)s originaria de Sudáfrica en Mpumalanga a KwaZulu-Natal.

## Descripción
Es una planta herbácea perennifolia que alcanza los 10 a 30 cm de altura. Se encuentra en alturas de  1500 - 2000 metros.

## Sinonimia
1. Sinonimia del género Talbotia

- Talbotiopsis

1. Sinonimia de la especie Talbotia elegans

- Vellozia elegans (Balf.) Talbot ex Hook.f., Bot. Mag. 95: t. 5803 (1869).
- Xerophyta elegans (Balf.) Baker, J. Bot. 13: 234 (1875).
- Barbacenia elegans (Balf.) Pax in H.G.A.Engler & K.A.E.Prantl, Nat. Pflanzenfam. ed. 2, 15a: 434 (1930).
- Talbotiopsis elegans (Balf.) L.B.Sm., Phytologia 57: 152 (1985).
- Vellozia talbotii Balf., Trans. Bot. Soc. Edinburgh 9: 190 (1868).
- Hypoxis barbacenioides Harv. ex Baker, J. Bot. 13: 234 (1875).
- Xerophyta minuta Baker, J. Bot. 13: 234 (1875).
- Vellozia elegans var. minor (Baker) Baker in W.H.Harvey & auct. suc. (eds.), Fl. Cap. 6: 246 (1896).[1][2]